# モンテヴェルディ・ハイ
ハイ（Hai ）はスイスの自動車メーカー、モンテヴェルディが製造していたミッドシップスポーツカーである。ハイはドイツ語で「鮫」の意。
1970年代に製造販売された450シリーズと、1992年に試作されたのみで終わった650F1がある。

## ハイ450SS

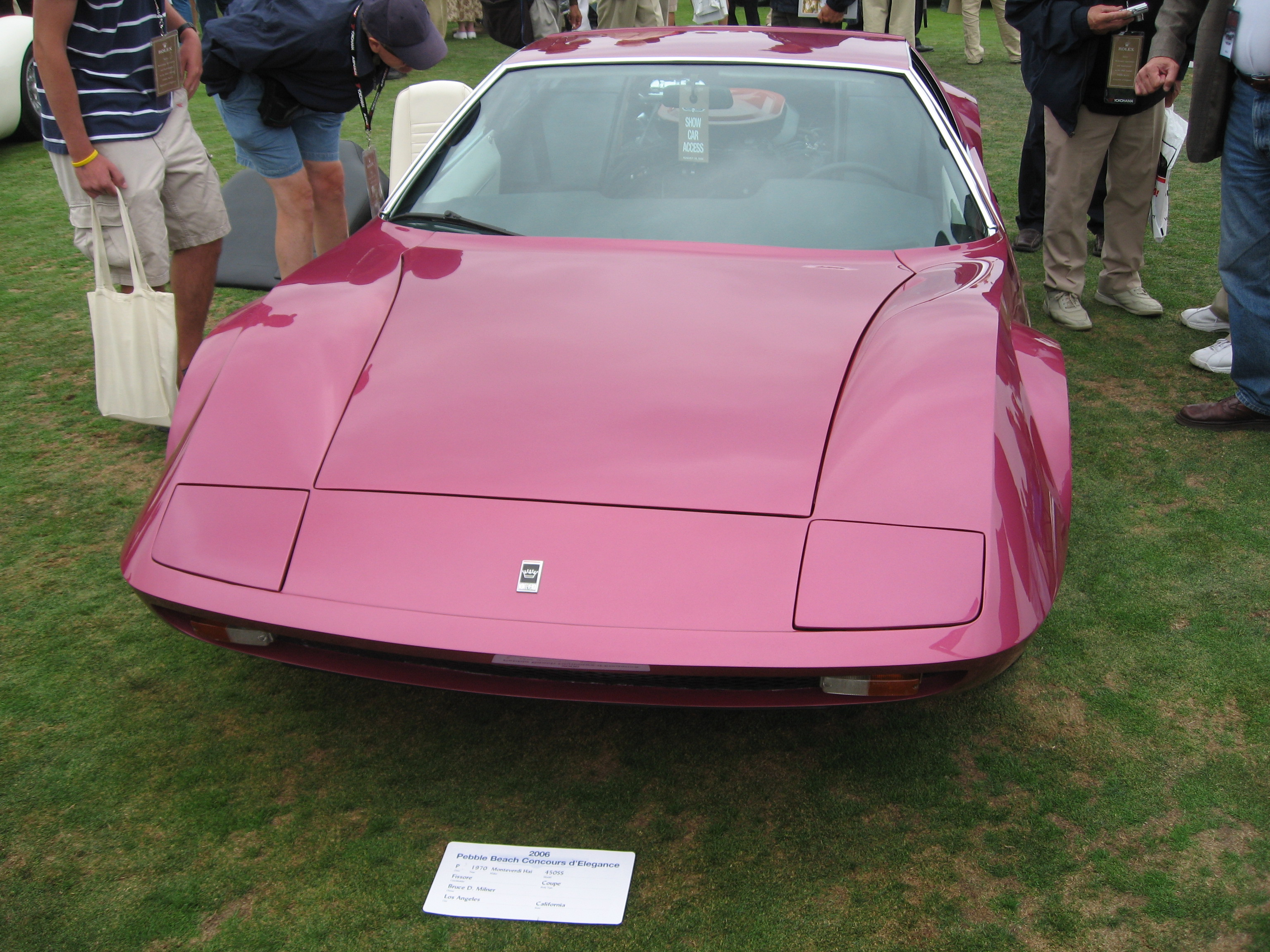
450SS

2ドアクーペ。全長4,280mm、全幅1,795mm、全高1,090mm、ホイールベース2,590mm。トランスミッションはZF製5MT。
エンジンはクライスラー製水冷V型8気筒、内径φ107.9mmx行程95.25mmで6,974cc、圧縮比10.25、450PS/5,000rpm、67.7kgm/5,000rpm、重量は1,290kg。
ブレーキは前後ともATE製ディスク。回転半径5.45m、最高速度280km/h。

## ハイ450GTS
1970年生産開始。2ドア2座のクーペ。
エンジンはクライスラー製V型8気筒、6,974cc、340hp/4,400rpmをミッドシップする。オプションで6,974cc、390hp/5,000rpmのヘミエンジンも選択できた。
トランスミッションはZF製5MTが標準。
ブレーキは前後とも通風ディスク式。
1975年式の全高はわずか1,020mm。重量は1,920kg。
最高速度は295km/hと当時のフェラーリ・365GT4BBやランボルギーニ・カウンタックと肩を並べる性能だった。1976年製造中止。

## ハイ650F1

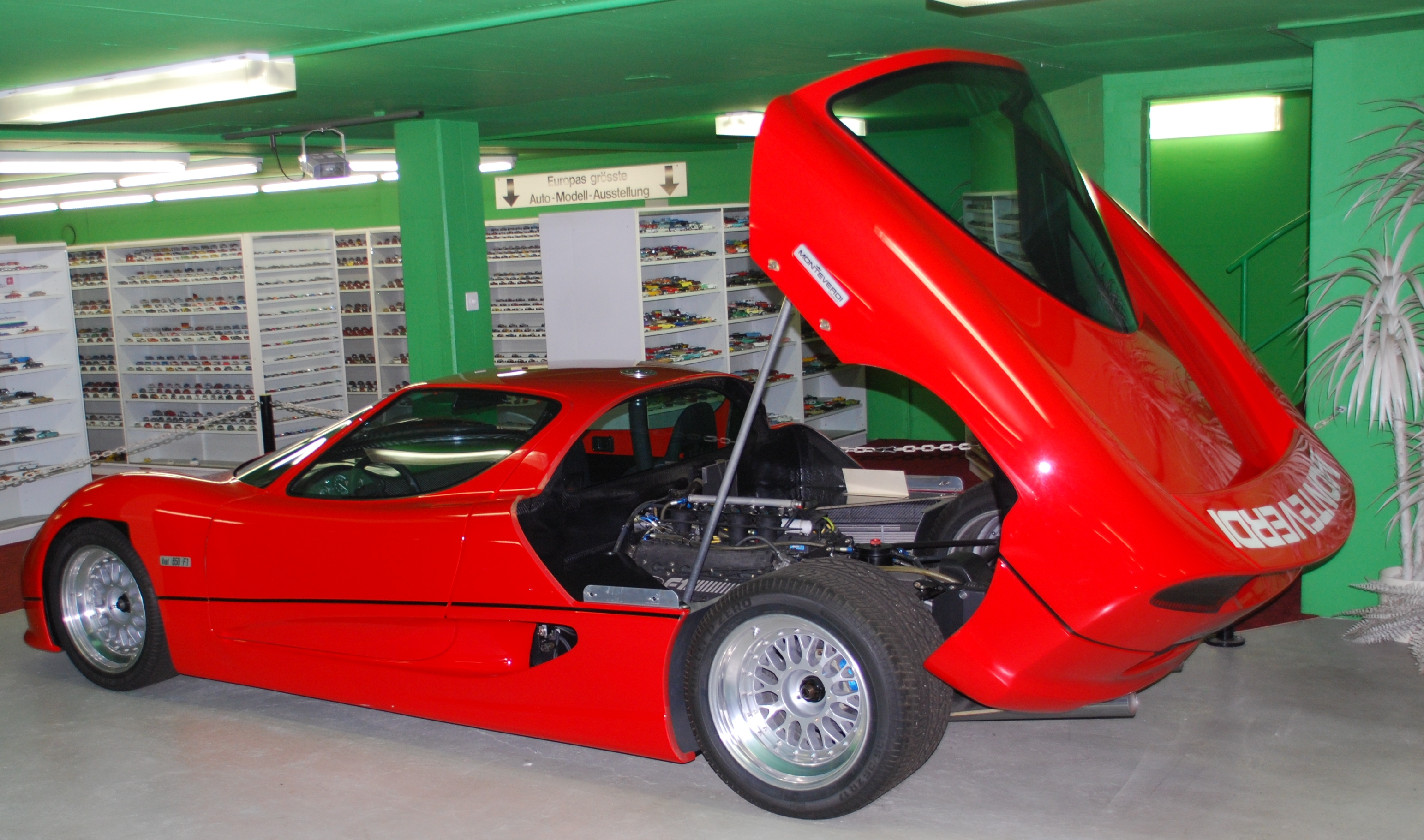
ハイ650F1

1992年試作。エンジンはフォード・コスワース・DFRエンジン、V型8気筒3,491cc。649hp/11,000rpm。トランスミッションは6速MT。最高速度は208mph=約335km/h、0-60mph加速は3.0秒。